# Museo Bizantino de Ioánina
El Museo Bizantino de Ioánina es uno de los museos de Grecia de la región del Epiro. 
En el lugar donde se encuentra ubicado el museo se encontraba primitivamente el serrallo de Alí Pachá, pero esa residencia fue destruida por un incendio en 1870. Sobre sus ruinas se edificó después un hospital que posteriormente fue demolido y en su lugar se construyó en 1958 otro edificio. El museo fue fundado en este edificio en 1995.

## Colecciones
El museo contiene una colección de objetos históricos y artísticos procedentes de toda la región del Epiro. Entre ellos se encuentran recipientes de cerámica, esculturas, elementos arquitectónicos, iconos, reliquias, libros y monedas. El ámbito cronológico de la colección abarca desde el IV hasta el siglo XIX.
La exposición permanente está organizada en tres secciones: primitivos cristianos, época bizantina y época post-bizantina. Por otra parte, se exponen una serie de piezas de orfebrería de la plata, que ha sido un arte tradicional particularmente destacado en el Epiro.
|  |
|  |

|  |
|  |

|  |
|  |

|  |
|  |

|  |
|  |